# Кросненски окръг
Кросненски окръг (на полски: Powiat krośnieński) е окръг в Югоизточна Полша, Подкарпатско войводство. Заема площ от 925,88 км2.
Административен център е град Кросно, който не е част от окръга.

## География
Окръгът се намира в историческата област Червена Рус. Разположен е в южната част на войводството.

## Население
Населението на окръга възлиза на 111 874 души (2012 г.). Гъстотата е 121 души/км2.

## Административно деление
Административно окръгът е разделен на 10 общини.
Градско-селски общини:
- Община Дукля
- Община Ивонич-Здруй
- Община Йедличе
- Община Риманов

Селски общини:
- Община Вижне Крошченко
- Община Вояшовка
- Община Корчина
- Община Мейсце Пястове
- Община Хорковка
- Община Яшлиска

## Фотогалерия
- Дукля
- Ивонич-Здруй
- Йедличе
- Риманов